# Лаја (Бутан)
Лаја је варош у Лаја Гевогу у округу Гаса, у северозападном Бутану. Насељен је домородачким народом Лајапи, и представља највише стално насеље у Бутану, лоцирано на 3 820 m (12.533 стопа) надморске висине.